# Planckeffekt
Planckeffekt, betecknat {\displaystyle P_{\text{P}}}, är en effektenhet och en av de härledda Planckenheterna, ett måttenhetssystem som bygger på naturliga enheter. Planckeffekt definieras som:
{\displaystyle P_{\text{P}}={\frac {E_{\text{P}}}{t_{\text{P}}}}={\frac {\hbar }{t_{\text{P}}^{2}}}={\frac {c^{5}}{G}}}
där {\displaystyle G} är gravitationskonstanten, {\displaystyle \hbar } Diracs konstant och {\displaystyle c} ljusets hastighet i vakuum.
Dess värde är ungefär 3,62831 × 1052 W.